# Warszawa Południowa
Warszawa Południowa (od 1937 do 1939 Warszawa Szopy od nazwy osiedla, od 1939 do 1943 Warschau Szopy, w latach 1943–1945 Warschau Süd, następnie nieformalnie oraz w odniesieniu do późniejszej pętli autobusowej w tym miejscu – Dworzec Południowy) – stacja Piaseczyńsko-Grójeckiej Kolei Dojazdowej na trasie Warszawa Mokotów – Nowe Miasto nad Pilicą.

## Opis
Stacja znajdowała się w miejscu dzisiejszej pętli autobusowej Metro Wilanowska i częściowo stacji metra Wilanowska. Kolej ta funkcjonowała od 30 października 1889 na trasie od stacji „Warszawa Mokotów”, zlokalizowanej przy placu Unii Lubelskiej (wówczas Keksholmskim) do stacji „Piaseczno Miasto Wąskotorowe”, a w następnych latach przedłużona została do Grójca i Nowego Miasta. W 1938 skrócono linię do stacji „Warszawa Południe” (wówczas jeszcze pod nazwą „Warszawa Szopy”), która uzyskała tym samym status stacji końcowej i kształt stacji czołowej o charakterze pasażersko-towarowym. Dwa tory części osobowej zakończone były obrotnicą. Część towarowa składała się z pięciu torów sąsiadujących ze składem węgla.
Stację wraz z linią kolejki na odcinku „Warszawa Południe”–„Piaseczno Miasto Wąskotorowe” skasowano dwuetapowo – w 1969 do przystanku Warszawa Dąbrówka, a na rok do stacji Piaseczno Wąskotorowe. Nazwa „Dworzec Południowy” używana jest zwyczajowo po likwidacji linii kolejowej w odniesieniu do zlokalizowanej w tym samym miejscu pętli autobusowej, której nazwę zmieniono następnie na „Wilanowska” (obecnie „Metro Wilanowska”).
W latach 1983–1995 na trasie z Dworca Południowego (pętli Wilanowska) do Piaseczna funkcjonowała linia trolejbusowa.
Budynek dworca został zburzony w grudniu 2000 roku.